# Dev Patel

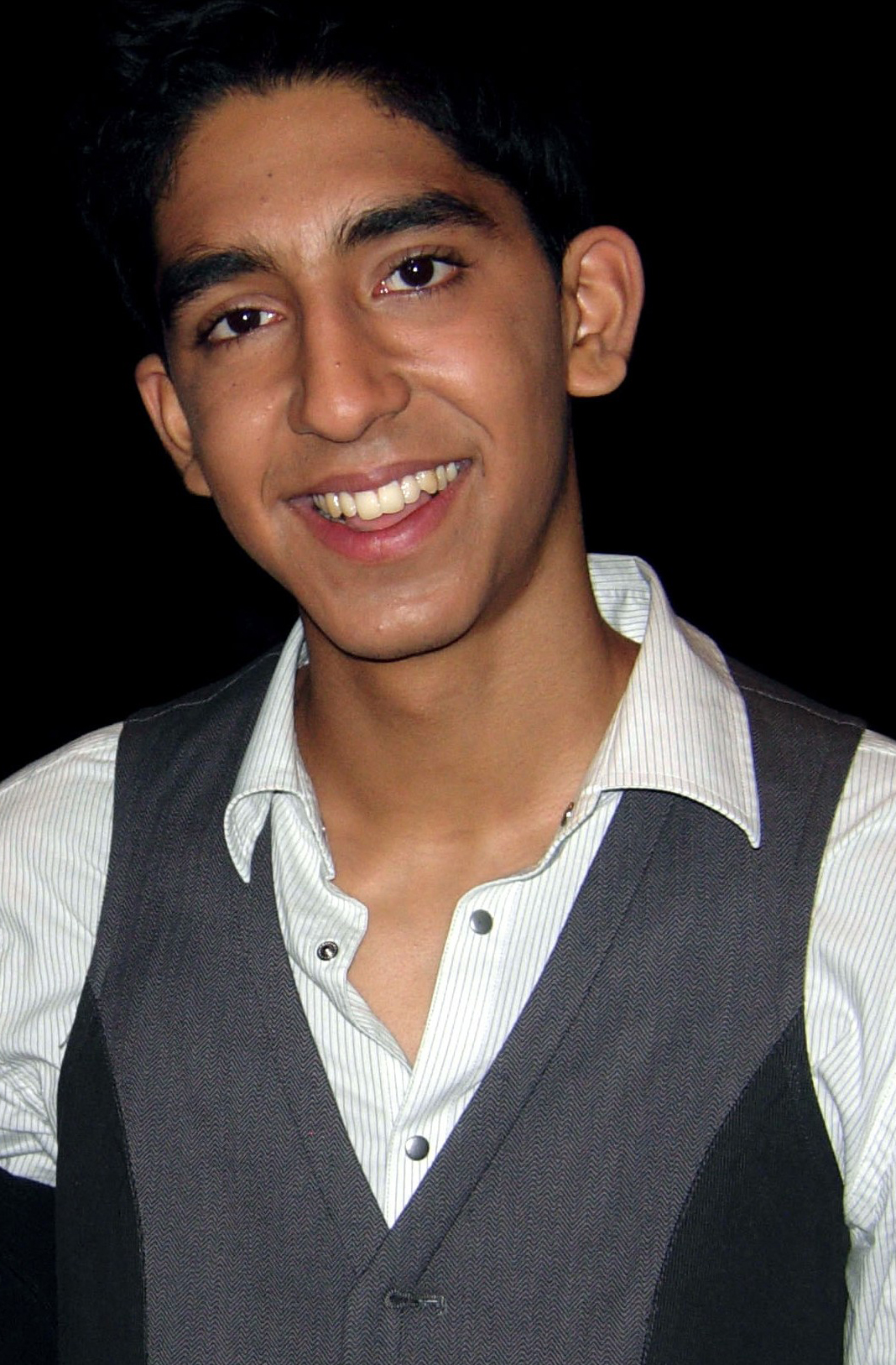
Dev Patel 2008.

Dev Patel, född 23 april 1990 i Harrow i London, är en brittisk skådespelare.
Han är mest känd för sin roll som Jamal i filmen Slumdog Millionaire och för sin roll som Anwar i tv-serien Skins. 2011 hade han en roll i den brittiska dramakomedifilmen Hotell Marigold. Mellan 2012 och 2014 spelade han rollen som Neal Sampat i HBO-dramat The Newsroom.

## Privatliv
Mellan 2009 och 2014 hade Patel en relation med Freida Pinto som var hans motskådespelare i Slumdog Millionaire.

## Filmografi (i urval)
- 2007–2008 – Skins (TV-serie)
- 2008 – Slumdog Millionaire
- 2009 – Mister Eleven (TV-serie)
- 2010 – The Last Airbender
- 2011 – Hotell Marigold
- 2012 – About Cherry
- 2012–2014 – The Newsroom (TV-serie)
- 2014 – The Road Within
- 2015 – Hotell Marigold 2
- 2015 – Chappie
- 2015 – The Man Who Knew Infinity
- 2016 – Lion
- 2018 – Hotel Mumbai  (även producent)
- 2018 – The Wedding Guest  (även producent)
- 2021 – The Green Knight
- 2023 – Den underbara historien om Henry Sugar  (kortfilm)
- 2024 – Monkey Man  (även manus, regi och produktion)
- 2025 – Rabbit Trap  (även exekutiv producent)